# カンアオイ属
カンアオイ属（かんあおいぞく、寒葵属、学名: Asarum、英: wild ginger）とは、コショウ目ウマノスズクサ科に属する属である。研究者によっては5つの属に細分化されることもあり、その場合はAsarumにはフタバアオイ属という和名が与えられ、カンアオイ属はHeterotropaとされる（#分類を参照）。「寒葵」は、葉が葵に似ており、冬季でも枯れない常緑多年草であることからと名づけられたが、一部の種は冬に落葉する。

## 特徴

### 形態
非常に背の低い多年草。茎は地表、あるいは浅く地中を横に這うが、伸びは非常に遅い。まれに匍匐枝を出す種もある。根は太くて真っ直ぐなものを少数もつ。
葉は各茎に数枚だけつける。長い葉柄を持ち、葉はハート型か三角に近い形で、基部の両側は耳状に突出する。常緑性の種では葉は革質で厚く、多くは表面に雲状の白っぽい斑紋がでる。
花は冬季に咲き、短い柄の先に一つずつ付き、地表か、やや土に埋もれて表面だけを地表に出す。花弁のように見えるが実は萼片（萼）であり、放射相称で、3枚の萼片が合着し、筒状やつぼ状、釣り鐘状などの形の萼筒を形成し、先端は三裂の萼裂片となる。またまれに花弁をつけるが、退化しておりごく小さく、棍棒状になる。雄蕊は12個ときに6個あり、内外2輪に6個ずつつく。花柱は6個ときに3個ある。

### 生育環境
主に山地等の林床部に生育する。日陰で、肥沃のよい排水性のある土壌を好む。

### 生態
耐寒性が強い。成長が遅いため生育範囲が広がりにくく、地方によってさまざまな種に分かれている（種分化）。植物学者の前川文夫は生育範囲の移動速度を「1万年で1km」と見積もっている。ただし、種子はアリ類によって運ばれることもあり、この説には異論がある。
ギフチョウの食草でもある。

### 花粉媒介

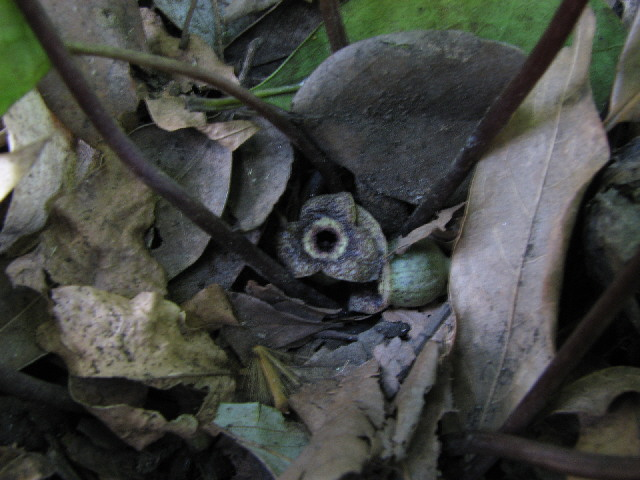
カンアオイの花

カンアオイ属の花（萼片）は、いくつかの奇妙な特徴を持つ。地表すれすれで、大抵は葉の陰に、外からは見えないように花をつける。また、ほとんどの種の花期が冬季である。花の構造も、若干の差はあるが、壺状の花の奥（萼筒の中）に雄蘂と雌蘂がまとまっている。そのため、花粉媒介に一般的な訪花動物の誘引や風などの機械的な作用（風媒花）を用いているとは考えにくい。
カンアオイ属の花粉媒介に関する説の一つに、花粉媒介者がカタツムリやナメクジであるとの説があり、カタツムリ媒という用語も存在する。カンアオイについてはその他に、ワラジムシやヤスデが媒介しているとの説もあり、確定していないのが現状である。一部の種については、キノコバエが花粉媒介を行うことが報告されている。

## 分布と分類
カンアオイ属は約120種知られており、北アメリカ、ヨーロッパ、アジア（日本、中国大陸、台湾、ベトナム北部、朝鮮半島）に分布している。日本では、本属のうち、フタバアオイ亜属にフタバアオイ節、カンアオイ亜属にウスバサイシン節とカンアオイ節に分類される57-58種あり、そのほとんどが日本固有種である。
花の構造などにより、カンアオイ属Asarumをフタバアオイ属Asarum、ウスバサイシン属Asiasarum、カンアオイ属Heterotropa、Hexastylis、Geotaeniumの5属に細分化する説もあるが、最新の系統分類学的研究から、Asarum属にまとめることが多い。環境省では、2000年版のレッドデータブックでAsiasarumやHeterotropaとされている種のほとんどが、2007年版のレッドリストではAsarumに変更されている。
Asarum属（カンアオイ属）にまとめる場合、日本に分布するAsiasarum及びHeterotropaは節の単位に分類されている。カンアオイ属の種内分類は下記の通りである。なお、（）内は日本産の確認されている種数である。
- genus Asarum カンアオイ属（59種）
  - subgenus Asarum フタバアオイ亜属（2種）
    - section  Asarum フタバアオイ節（2種）

  - subgenus Heterotropa カンアオイ亜属（57種）
    - section Asiasarum ウスバサイシン節（7種）
    - section Heterotropa カンアオイ節（50種）

### 日本に分布する種

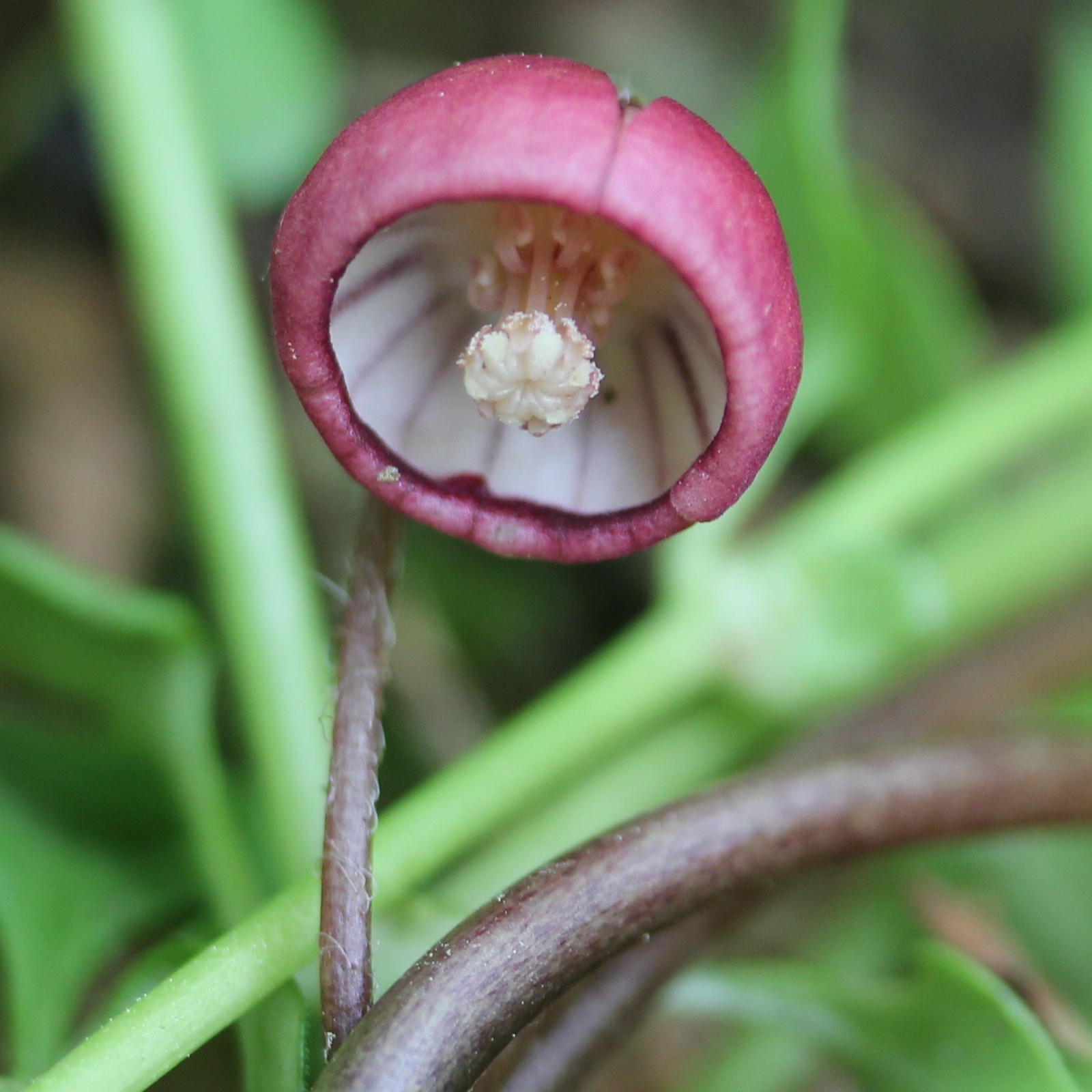
フタバアオイの花

日本に分布する種のリストを下記に記す。
section Asarum フタバアオイ節（2種）
- Asarum caulescens フタバアオイ（別名：カモアオイ、シノニム：Japonasarum caulescens）
- Asarum caudigerum オナガサイシン（別名：カツウダケカンアオイ、シノニム：Asarum leptophyllum）

section Asiasarum ウスバサイシン節（7種）
- Asarum maruyamae イズモサイシン（出雲細辛）- 2007年記載の種。本州中国地方の島根県、鳥取県、広島県および岡山県の各一部に分布する[7]。萼筒はほぼ球形、萼筒の入口は狭く萼筒径の半分、萼筒の内側は全体が暗紫色になる[3][8]。
- Asarum sieboldii ウスバサイシン（薄葉細辛、シノニム：Asiasarum sieboldii） - 日本や中国大陸中南部、朝鮮半島に分布し、日本では本州の中部地方、関東地方南部から中国地方にかけて広く分布する。萼筒は筒形、萼筒の入口は広く萼筒径の半分以上あり、萼筒の内側は全体が暗紫色になる[3][8]。和名の「サイシン」の由来は根を乾燥したものを漢方薬で細辛（細くて辛い根の意）いうことから。
- Asarum dimidiatum クロフネサイシン（黒船細辛、シノニム：Asiasarum dimidiatum） - 本州（奈良県・広島県）、四国、九州中部に分布する[3][8]。ウスバサイシンによく似ているが、花が咲いている3月から5月になると花柱が3本、雄蕊が6本とウスバサイシンの半分であることが観察できるので良く分かる。
- Asarum heterotropoides オクエゾサイシン（奥蝦夷細辛、シノニム：Asiasarum heterotropoides、Asarum sieboldii subsp. heterotropoides） - 樺太、ウスリー、北海道、本州北部、南千島に分布する。萼筒は扁球形、萼筒の入口は狭く萼筒径の半分以下、萼筒の内側は部分的に暗紫色になか、全体が白色か淡桃色になる[3][8]。
- Asarum tohokuense トウゴクサイシン（東国細辛） - 2007年記載の種。本州の関東地方北部および中部地方北部から東北地方にかけの地域に分布する。萼筒は扁球形、萼筒の入口は広く萼筒径の半分以上あり、萼筒の内側は全体が暗紫色にならず、部分的に暗紫色になる。従来はウスバサイシンと混同されていた[3][8]。
- Asarum mikuniense ミクニサイシン（三国細辛）- 2007年記載の種。本州の群馬県・栃木県・長野県・新潟県の県境付近に分布する。オクエゾサイシンに似るが、萼裂片のが外側に反らないで平開する[3][8]。
- Asarum misandrum アソサイシン（阿蘇細辛）- 1997年記載の種。九州阿蘇山地や韓国に分布する。萼筒は上から押しつぶされたような扁球形で、萼裂片は強く反り返る[3][8]。

section Heterotropa カンアオイ節（50種12変種）
- Asarum minamitanianum オナガカンアオイ（シノニム：Heterotropa minamitaniana）
- Asarum sakawanum サカワサイシン（シノニム：Heterotropa sakawanum）
  - var. stellatum ホシザキカンアオイ（シノニム：Asarum stellatum、Heterotropa sakawana var. stellata、Heterotropa stellata）
- Asarum costatum トサノアオイ（シノニム：Heterotropa costata）
- Asarum senkakuinsulare センカクアオイ（別名：センカクカンアオイ、シノニム：Heterotropa senkakuinsularis）
- Asarum dissitum オモロカンアオイ（シノニム：Heterotropa dissita）
- Asarum crassum ナンゴクアオイ（シノニム：Heterotropa crassa）
- Asarum hexalobum サンヨウアオイ（シノニム：Heterotropa hexaloba）
  - var. perfectum キンチャクアオイ（シノニム：Asarum perfectum、Heterotropa hexaloba var. perfecta）
  - var. controversum シジキカンアオイ
- Asarum yaeyamense ヤエヤマカンアオイ（シノニム：Heterotropa yaeyamensis）
- Asarum mitoanum フクエジマカンアオイ
- Asarum asperum ミヤコアオイ（別名：チョウジャノカマ、シノニム：Asarum minus、Asarum constrictum、Heterotropa aspera）
  - var. geaster ツチグリカンアオイ（別名：シシクイカンアオイ、シノニム：Heterotropa geaster）
- Asarum curvistigma カギガタアオイ（シノニム：Heterotropa curvistigma）
- Asarum tamaense タマノカンアオイ（シノニム：Heterotropa tamaensis、Heterotropa muramatsui var. tamaensis）
- Asarum muramatsui アマギカンアオイ（シノニム：Heterotropa muramatsui）
- Asarum lutchuense オオバカンアオイ（シノニム：Heterotropa lutchuensis） - 奄美大島と徳之島に分布。奄美大島では、島を横断する住用川の東側に分布し、西側にはほとんど分布していない。
- Asarum kumageanum クワイバカンアオイ（シノニム：Heterotropa kumageana）
  - var. satakeanum ムラクモアオイ
- Asarum gusk グスクカンアオイ（シノニム：Heterotropa gusk） - 奄美大島に分布。
- Asarum pellucidum トリガミネカンアオイ - 奄美大島に分布。
- Asarum leucosepalum タニムラカンアオイ（別名：タニムラアオイ） - 徳之島に分布。
- Asarum hatsushimae ハツシマカンアオイ（シノニム：Heterotropa hatsushimae、Heterotropa turbinata） - 徳之島に分布。
- Asarum nazeanum ナゼカンアオイ - 奄美大島に分布。
- Asarum tabatanum アサトカンアオイ - 奄美大島に分布。
- Asarum okinawense ヒナカンアオイ（シノニム：Heterotropa okinawensis）
- Asarum monodoriflorum モノドラカンアオイ（シノニム：Heterotropa monodraeflora）
- Asarum gelasinum エクボサイシン（別名：エクボカンアオイ、シノニム：Heterotropa gelasina、Geotaenium gelasina）
- Asarum simile トクノシマカンアオイ（シノニム：Heterotropa turbinata、Heterotropa similis） - 徳之島に分布。
- Asarum celsum ミヤビカンアオイ（シノニム：Heterotropa celsa） - 奄美大島に分布。
- Asarum trinacriforme カケロマカンアオイ（シノニム：Heterotropa trinacriformis） - 奄美大島、加計呂麻島、請島に分布。
- Asarum fudsinoi フジノカンアオイ（シノニム：Heterotropa fudsinoi） - 奄美大島のほぼ全島に分布。花の形や色彩の変異が大きい。葉身の長さ30cmにもなる大型の種。
- Asarum tokarense トカラカンアオイ（シノニム：Asarum yakusimense var. glabrum）
- Asarum yakusimense ヤクシマアオイ（別名：オニカンアオイ、シノニム：Heterotropa yakusimensis、Asarum hirsutisepalum）
- Asarum asaroides タイリンアオイ（シノニム：Heterotropa asaroides、Asarum thunbergii）
- Asarum satsumense サツマアオイ（シノニム：Heterotropa satsumensis）
- Asarum unzen ウンゼンカンアオイ（別名：ウンゼンアオイ、シノニム：Heterotropa unzen）
- Asarum kiusianum ツクシアオイ（別名：ツクシカンアオイ、シノニム：Asarum tubulosum、Asarum melanosiphon、Heterotropa melanosiphon、Heterotropa kiusiana、Asarum yamashiroi）
- Asarum trigynum サンコカンアオイ（シノニム：Heterotropa trigyna）
- Asarum blumei ランヨウアオイ（シノニム：Asarum albivenium、Asarum leucodictyon、Heterotropa blumei）
- Asarum subglobosum マルミカンアオイ（別名：マルミノカンアオイ、シノニム：Heterotropa subglobosum）
- Asarum savatieri オトメアオイ（シノニム：Asarum amagiense、Heterotropa savatieri）
  - subsp. pseudosavatieri var. pseudosavatieri ズソウカンアオイ（シノニム：Asarum pseudosavatieri、Heterotropa pseudosavatieri、Heterotropa savatieri subsp. pseudosavatieri）
  - subsp. pseudosavatieri var. iseanum イセノカンアオイ
- Asarum yoshikawae クロヒメカンアオイ（別名：クビキカンアオイ、シノニム：Heterotropa yoshikawae）
- Asarum megacalyx コシノカンアオイ（シノニム：Heterotropa megacalyx） - 主に北越地方日本海側の多雪地帯に分布する。葉は厚く暗緑色で、3-5月に咲く花は大きい。花は長さ15-20mmほどで、萼裂片は開出し萼筒の基部はくびれることはない。
- Asarum kooyanum コウヤカンアオイ（シノニム：Heterotropa kooyana）
- Asarum nipponicum カンアオイ（別名：カントウカンアオイ、シノニム：Heterotropa nipponica、Asarum kooyanum var. nipponicum）
  - var. nankaiense ナンカイアオイ（シノニム：Asarum nankaiense、Heterotropa nankaiensis）
- Asarum kinoshitae ジュロウカンアオイ（シノニム：Heterotropa kinoshitae）
- Asarum rigescens アツミカンアオイ（シノニム：Asarum kooyanum var. rigescens、Heterotropa nipponica var. rigescens、Heterotropa rigescens）
  - var. brachypodion スズカカンアオイ（シノニム：Asarum nipponicum var. brachypodion、Heterotropa nipponica  var. brachypodion、Heterotropa kooyanum  var. brachypodion）
- Asarum ikegamii ユキグニカンアオイ（シノニム：Heterotropa ikegamii）
  - var. fujimakii アラカワカンアオイ
- Asarum dilatatum スエヒロアオイ（シノニム：Asarum takaoi var. dilatatum、Heterotropa dilatata、Heterotropa takaoi var. dilatata）
- Asarum kurosawae イワタカンアオイ（シノニム：Heterotropa kurosawae）
- Asarum majale コトウカンアオイ
- Asarum fauriei ミチノクサイシン（別名：ミヤマカンアオイ、シノニム：Heterotropa fauriei）
  - var. nakaianum ミヤマアオイ（シノニム：Asarum nakaianum、Heterotropa fauriei var. nakaianum）
  - var. stoloniferum ツルダシアオイ（別名：ソノサイシン、シノニム：Asarum fauriei var. serpens、Heterotropa serpens、Asarum stoloniferum、Heterotropa stolonifera）
- Asarum takaoi ヒメカンアオイ（姫寒葵、シノニム：Asarum hisauchii、A. fauriei var. takaoi、Heterotropa takaoi） - 本州や四国に分布する。主に日光が余り届かず人の手がほどよく加わった程度の里山の水の豊富な場所に生育する。特徴はハート型の大きな葉に白い斑点があり、葉に丸みがあり花は2-3月にかけて咲く。本種は他のカンアオイ属の種よりも小型であることからヒメカンアオイと名づけられた。ミチノクサイシンの変種とする見解もある。

### 日本国外に分布する種
日本国以外に分布する主な種を記す。
- Asarum arifolium
- Asarum canadense - Canada wild ginger
- Asarum caudatum - British Columbia wild ginger
- Asarum europaeum - European Wild Ginger
- Asarum hartwegii
- Asarum hongkongense
- Asarum lemmonii
- Asarum marmoratum
- Asarum maximum
- Asarum naniflorum
- Asarum splendens - Chinese Wild Ginger
- Asarum taitonense

## 利用
江戸時代から栽培されている。特に、通常は葉柄から葉の裏が紫になるが、その部分が緑色で濃い色がのらないものを選び、品種名をつけたものは「細辛」として古典園芸植物と認められる。また、野生種も山野草として栽培の対象となる。特に各地の種を集めるマニアがおり、その為に分布域の狭い種には絶滅危惧に追い込まれたものがある。